# Sergej Illarionovič Vasil'čikov
Sergej Illarionovič Vasil'čikov, in russo Сергей Илларионович Васильчиков? (Kiev, 9 settembre 1849 – Versailles, 27 agosto 1926), è stato un nobile e ufficiale russo.

## Biografia
Era l'unico figlio maschio del principe Illarion Illarionovič Vasil'čikov (1805-1862), e di sua moglie, Ekaterina Alekseevna Ščerbatova (1818-1869).

## Carriera
Sergej continuò la tradizione di famiglia intraprendendo la carriera militare. Nel 1872 è stato nominato aiutante di campo dell'imperatore Alessandro II. Ha partecipato alla guerra russo-turca. Nel 1885 venne promosso al grado di colonnello del 17º reggimento dei dragoni. Nel 1910 venne promosso a generale di cavalleria.

## Matrimonio
Sposò Marija Nikolaevna Isakova (1853-1922), figlia del generale Nikolaj Vasil'evič Isakov. Ebbero quattro figli:
- Sof'ja (1879-1927), sposò Aleksandr Aleksandrovič Ščerbatov (1881-1915);
- Illarion (1881-1969);
- Nicholas (1883-1927);
- George (1890-1916).